# تمنوگا
تمنوگا (به بلغاری: Temenuga) یک منطقهٔ مسکونی در بلغارستان است که در استان کرجالی واقع شده‌است.
 تمنوگا ۷٫۲۱۷ کیلومتر مربع مساحت و ۱۰ نفر جمعیت دارد.